# Klopentixol

Strukturformel för klopentixol.

Klopentixol är ett neuroleptikum och salufördes i Sverige under varunamnet Sordinol tills det avregistrerades 1983. Preparatet är ett typiskt antipsykotika i tioxantenklassen. Den kemiska beteckningen är C22H25ClN2OS.
Klopentixol har ersatts av det kemiskt närbesläktade zuklopentixol (Cisordinol), som har samma kemiska formel med undantag av att två atomer bytt plats (s.k. cisform i stället för transform).